# Кравчук Володимир Сергійович (майор)
Володи́мир Сергі́йович Кравчу́к — майор Збройних сил України, учасник російсько-української війни.
Станом на січень 2017-го — оперуповноважений, Головне управління Національної поліції в Херсонській області.

## Нагороди
За особисту мужність і героїзм, виявлені у захисті державного суверенітету та територіальної цілісності України, вірність військовій присязі під час російсько-української війни нагороджений
- орденом Богдана Хмельницького III ступеня (4.12.2014).